# Тарасівська сільська рада (Києво-Святошинський район)
| Тарасівська сільська рада — колишній орган місцевого самоврядування у Києво-Святошинському районі Київської області з адміністративним центром у с. Тарасівка, що існував до 2020 року. Водоймища на території, підпорядкованій даній раді: річка Вітянка. Сільській раді підпорядковані населені пункти: - с. Тарасівка - с. Нове |

## Склад ради
Рада складається з 30 депутатів та голови.

### Керівний склад ради
| ПІБ                        | Основні відомості                                                         | Дата обрання | Дата звільнення |
| -------------------------- | ------------------------------------------------------------------------- | ------------ | --------------- |
| Сизон Володимир Григорович | Сільський голова, 1962 року народження, освіта                            | 26.03.2006   | 31.10.2010      |
| Сизон Володимир Григорович | Сільський голова, 1962 року народження, освіта вища, член Партії регіонів | 31.10.2010   | 25.10.2015      |
| Сизон Володимир Григорович | Сільський голова                                                          | 25.10.2015   |                 |

Примітка: таблиця складена за даними джерела